# Eslováquia no Festival Eurovisão da Canção 2010
A Eslováquia foi o segundo país a confirmar a sua presença no Festival Eurovisão da Canção 2010, a 28 de Março de 2009. Com esta participação, a Eslováquia realiza a sua quinta participação no Festival Eurovisão da Canção. Depois de onze anos de ausência, com o seu regresso em 2009, a Eslováquia faz a sua segunda participação seguida. Para eleger o seu representante, a Eslováquia ainda não constatou se irá realizar uma final nacional como no ano passado. No último ano, em 2009, a Eslováquia conseguiu alcançar o 18º lugar na segunda semi-final (entre 19), com 8 votos.

## Eurosong 2010

### Heat 1
| #  | Artista              | Canção                    | Letrista (l) / Música (m)                                  | Televoto | Classificação |
| -- | -------------------- | ------------------------- | ---------------------------------------------------------- | -------- | ------------- |
| 1  | Tomáš Bezdeda        | "Na strechách domov"      | T. Bezdeda (m), M. Hajšová (l)                             | 16.9%    | 3             |
| 2  | Dreamtouch           | "Je to OK"                | M. Hybben (m), A. Bajcurová (l), M. Lukáč (l), Ľ. Liba (l) | 3.1%     | 9             |
| 3  | Horská chata         | "Myslíš, že vieš kto som" | Horská chata (m), P. Cingel (l)                            | 8.7%     | 5             |
| 4  | Michaella            | "O nás"                   | V. Gnepa (m), S. Kaščáková (l)                             | 15.9%    | 4             |
| 5  | Hrdza                | "Taká sa mi páči"         | S. Gibarti (m & l)                                         | 19.5%    | 1             |
| 6  | Six and Kristy       | "Priestor pre dvoch"      | M. Karas (m & l)                                           | 5.9%     | 6             |
| 7  | Richard Čanaky & FBI | "Zlomené krídla"          | R. Čanaky (m & l)                                          | 18.5%    | 2             |
| 8  | Margot               | "Tak ma hrej"             | D. Urban (m), A. Zimányiová (l)                            | 2.5%     | 10            |
| 9  | Michal Chrenko       | "Kto vlastne som"         | M. Chrenko (m), N, Jurika (l), M. Brezáni (l)              | 3.9%     | 8             |
| 10 | Lucia Olešová        | "Rok a pol"               | T. Laurinčík (m), D. Giertl (l)                            | 5.0%     | 7             |

### Heat 2
| #  | Artista                             | Canção                | Letrista (l) / Música (m)                    | Televoto | Classificação |
| -- | ----------------------------------- | --------------------- | -------------------------------------------- | -------- | ------------- |
| 1  | Matka Guráž                         | "Listobranie"         | R. Ruman (m & l)                             | 10.11%   | 5             |
| 2  | Mirgová Dominika                    | "Cesta snov"          | D. Mirgová (m & l), Luky (m)                 | 4.90%    | 9             |
| 3  | Get Explode                         | "Blue Sun"            | M. Čurko (m & l), L. Kováč (m & l)           | 12.70%   | 4             |
| 4  | Mista                               | "Emotions"            | Mista (m & l)                                | 16.05%   | 1             |
| 5  | Matej Koreň                         | "Kocka pána Rubika"   | M. Koreň (m & l)                             | 6.57%    | 7             |
| 6  | Pavol Remenár, Klára & Liquid Error | "Figaro"              | P. Jursa (m & l), P. Farnbauer (m)           | 15.97%   | 2             |
| 7  | Peter Bažík                         | "Paradise vs Babylon" | P. Bažík (m & l)                             | 15.09%   | 3             |
| 8  | Viki Matúšová                       | "Uhol pohľadu"        | B. Oravec (m), M. Jurika (l), M. Brezáni (l) | 5.81%    | 8             |
| 9  | Metalinda                           | "Keď strácam dych"    | P. Sámel (m & l)                             | 9.85%    | 6             |
| 10 | Funny Fellows                       | "Obrázok"             | R. Féder (m & l)                             | 2.94%    | 10            |

### Heat 3
| #  | Artista                             | Canção                 | Letrista (l) / Música (m)                     | Televoto | Classificação |
| -- | ----------------------------------- | ---------------------- | --------------------------------------------- | -------- | ------------- |
| 1  | Robo Šimko & MassRiot               | "Podľa vlastnej hlavy" | MassRiot (m), M. Jurika (l), M. Brezáni (l)   | 8.1%     | 7             |
| 2  | Renáta Čonková & Martina Polievková | "Dúha"                 | E. Čonka (m), P. Kubica (l)                   | 13.6%    | 3             |
| 3  | Reverz Park                         | "Po kvapkách"          | P. Klema (m & l), Š. Faltin (l), P. Fotta (l) | 11.9%    | 6             |
| 4  | Andrea Súlovská                     | "Život"                | A. Súlovská (m & l)                           | 1.2%     | 10            |
| 5  | Lekra                               | "Dolina, dolina"       | Lekra (m & l)                                 | 5.7%     | 8             |
| 6  | Martin Konrád                       | "Ja viem"              | M Konrád (m & l)                              | 13.5%    | 4             |
| 7  | Free Voices                         | "Z osnov"              | R. Bendík (m & l)                             | 14.2%    | 2             |
| 8  | Hudba z Marsu                       | "Final Song"           | M. Štofej (m & l)                             | 12.0%    | 5             |
| 9  | Robo Opatovský                      | "Niečo máš"            | R. Opatovský (m), P. Konečný (l)              | 15.9%    | 1             |
| 10 | Guru Brothers                       | "Príčina"              | Š.Tomolya (m), P.Botoš (l)                    | 4.0%     | 9             |

### Heat 4
| #  | Artista              | Canção              | Letrista (l) / Música (m) | Televoto | Classificação |
| -- | -------------------- | ------------------- | ------------------------- | -------- | ------------- |
| 1  | Martina Schindlerová | "Môžeš ísť"         |                           |          |               |
| 2  | Petra Humeňanská     | "Rosa rosí"         |                           |          |               |
| 3  | Save The Cookie      | "My World"          |                           |          |               |
| 4  | Palo Drapák Band     | "Pocit vášne"       |                           |          |               |
| 5  | Barbora Šulíková     | "Čelný náraz"       |                           |          |               |
| 6  | Pavol Kusý           | "Slzy v daždi"      |                           |          |               |
| 7  | Alone                | "Strašne mi chýbaš" |                           |          |               |
| 8  | Mayo                 | "Tón"               |                           |          |               |
| 9  | Alek Malo            | "Zmysel života"     |                           |          |               |
| 10 | Stereo               | "Niekde medzi tým"  |                           |          |               |

### Heat 5
| #  | Artista         | Canção                   | Letrista (l) / Música (m) | Televoto | Classificação |
| -- | --------------- | ------------------------ | ------------------------- | -------- | ------------- |
| 1  | Kristina        | "Horehronie"             |                           |          |               |
| 2  | Robo Mikla      | "Voda a oheň"            |                           |          |               |
| 3  | Bystrík         | "Slnko nespáli"          |                           |          |               |
| 4  | Smola a hrušky  | "Pocit vášne"            |                           |          |               |
| 5  | Dáška Kostovčik | "Dážď"                   |                           |          |               |
| 6  | Marcel Berky    | "Kým sa dá"              |                           |          |               |
| 7  | Sunlips         | "Správy v splne"         |                           |          |               |
| 8  | Vierka Ayisi    | "Koho ja chcem"          |                           |          |               |
| 9  | Arzén           | "Keď som išiel za ránky" |                           |          |               |
| 10 | Exponent        | "Zveste lásku z kríža"   |                           |          |               |

### Heat 6
| #  | Artista         | Canção                 | Letrista (l) / Música (m) | Televoto | Classificação |
| -- | --------------- | ---------------------- | ------------------------- | -------- | ------------- |
| 1  | Marcel Palonder | "What About You"       |                           |          |               |
| 2  | Miro Jaroš      | "Bez siedmeho neba"    |                           |          |               |
| 3  | Aya             | "Do neba volám"        |                           |          |               |
| 4  | Čudra Makar     | "Vrtká"                |                           |          |               |
| 5  | Ivana Poláčková | "So mnou všetko smieš" |                           |          |               |
| 6  | Marián Bango    | "Ticho spíš"           |                           |          |               |
| 7  | Stopa           | "Nightsong"            |                           |          |               |
| 8  | Happyband       | "Mafiánska"            |                           |          |               |
| 9  | Družina         | "Koniec sveta"         |                           |          |               |
| 10 | Soňa            | "Skús ma viesť"        |                           |          |               |